# Domnișoara Aurica (film)
Domnișoara Aurica este un film românesc din 1985 regizat de Șerban Marinescu. Rolurile principale au fost interpretate de actorii Marga Barbu în rolul titular, Marcel Iureș, Gheorghe Visu, Dan Condurache și Dorel Vișan.

## Prezentare[1]
Un film despre singurătate, despre felul în care o fată bătrână, proprietară a unui magazin de închiriat rochii de mireasă, poate puțin naivă, poate puțin senilă, își trăiește micile bucurii și marile nefericiri ale vieții.
Personajul principal este prezentat de la început vorbind singura in oglinda și adesea cu manechinele din magazinul de rochii. Menționează că are bronșită și caută medicamente prin casă, citește o scrisoare ce pare a fi o invitație la un eveniment sau nuntă. Plouă afară și picură în casa Auricăi din câte se pare, timp în care în altă clădire, Matilda gonește bărbații din cameră iar un tren face zgomot pe fundal. 
Domnișoara Aurica ține un monolog despre bani și evenimente. Matilda fumează și discută cu un chiriaș pe drum în timp ce trece o trăsură cu oameni sărbătorind cu vin sau șampanie. Gică hrănește un câine și apare un amic citind ziarul după care acesta iese și strigă prin oraș urcând în trăsură să cumpere oamenii ziarul său, Universul. Unul din oamenii armatei vine și ridică vocea spre Aurica să curețe geamul, iar apoi vine un al doilea militant mai dulce în vorbe. Gică ajunge la duduia Carmen și îi aduce ziarul, aceasta ascultând un disc și recitând versuri în magazinul său. Carmen în povestește lui Gica despre turci și harem și cum acestea sunt ucise și sunt multe boli în Instanbul. Carmen vinde lozuri în plic oamenilor armatei ce intră în timp ce Gica iese.
Aurica se uită pe geam puțin invidioasă, bărbații se plimbă și se uită prin oraș poate și după femei, unii rup anunțuri de pe geam ce citesc Trăiască Democrația. Aurica se ceartă cu manechinul preferat, un domn îmbrăcat în mire căci ea crede că manechinul s-a uitat după femeia din alt magazin. Un tânăr șarmant intră la Carmen în magazin și spune că dorește un loz căci dorește să câștige tot. Carmen spune că îl va despăgubi dacă nu câștigă. El se oferă să îi sărute mâna și să o invite la ora 20 la Capsa, iar ea răspunde vag că îl va lăsa să ghicească dacă vine. Acesta pleacă.
Gică se duce la Marin să întrebe dacă se abonează la ziar dar acesta refuză, curatand praful din magazinul sau si negand ca ar avea bani. Gica pleaca si striga in strada 'moarte pomanagiului' pana un militier il goneste. La cinematograf, o fata intreaba toti oamenii ce intra daca ii poate conduce la scaunele lor. Intr-un restaurant, domnul Ionica fumeaza vorbind cu alti barbati ce ii propun sa o ajute pe Aurica sa aiba pretendenti. Acesta spune ca nu poate caci ea e amorezata de cineva. Ei glumesc pe seama ei. Gica vine sa vanda ziarul si lui Ionica dar acesta ii baga mancare in gura lui Gica si ii inchide usa in nas. Aurica inchide pravalia si Gica comenteaza zgomotos. La cabaret/teatru oamenii vin pe scena sa cante si sa danseze in timp ce in sala iese scandal desigur Gica fiind implicat. 
Aurica se duce la Mafalda sa ii ghiceasca in cerneala vesti despre un barbat cu ochi verzi ce o va peti. Aurica plina de mandrie spune ca nu se va lasa usor cucerita pana nu se casatoreste cu ea acest posibil domn. Cateva doamne o barfesc pe Aurica ce venise in vizita, ea auzindu-le. Barbatii joaca table la bar si barfesc pe Carmen care se duce la coafor la Ana. O propaganda comunista se pregateste prin fluturasi printati pusi in pungi de patiserie spre a convinge oamenii orasului. Costica Curcuman intra in magazinul doamnei Carmen si fumeaza vorbind despre criza economica. II propune sa fie iubita lui iar ea raspunde ca se va gandi. El insista sa primeasca raspuns pe loc dar ea refuza sa ii dea. Gica intra in timp ce Costica ieseaducandu-i material de citit.
Gica intra la Aurica si o intreaba daca a plans, aceasta afirmand ca e din cauza amintirei mamei sale. Gica ii da un trandafir si o intreaba daca doreste trup si suflet, zicand ca glumeste. Ii saruta mana si pleaca lasand-o singura. Gica intra in alt magazind cersind pomana si dupa un alt refuz, iese strigand iar 'moarte pomanagiilor'. Apare militia si comandantul lor incepand sa faca razie prin magazine. Gica se confrunta cu unul din acestia care il intreaba de parinti si rude iar Gica incepe sa strige si sa devina violent strigand ca nu are si vrea sa fie lasat in pace, militianul iesind. 
O domnisoara intra la Aurica si probeaza o rochie tinand flori in mana. O garoafa e pusa intr-o carte pentru noroc. Incepe apoi sarbatoarea de nunta iar Gica prezinta zgomotos mirii. Aurica priveste singura din magazin la masa mare si nuntasii veseli, stand cu o papusa de a ei. Mirii pleaca in trasura si Aurica vorbeste pe drum cu un localnic care o tot intreaba cand vor juca si la nunta ei dupa ce a imbracat toate tinerele mirese.
Ea raspunde ca vor juca ei curand si la nunta ei. In magazinul sau, o femeie o sfatuieste sa mai iasa la cinema si ea. Aurica se duce la teatru si asculta cantarea omului de pe scena care tine o garoafa alta in timp ce toti restul parasesc sala. Ea se intoarce sa vorbeasca manechinului preferat zicand ca o neglijeaza si fracul sau va fi ros de molii. Coana mare ii pune borcane pe spate Auricai care spune ca il iubeste pe Lica Radulescu de pe scena la teatru. Coana mare o sfatuieste sa faca ceva insa Aurica spune ca ramane fata mare pana la cununie insa e sigura ca si el o iubeste caci i se pare ca doar ei ii canta. Coana se duce sa intrebe pe Ionica daca Lica e insurat . Lica are confor; spuselor lui, o nevasta batrana si urata cu doi copii. Aurica se cearta cu un cap de manechin si il arunca spre coana ce vine in vizita. Aurica spune ca a fost ceruta de un inginer in casatorie dar ea l-a refuzat.  
Una din manechinele ei, Margot, ar spune ca in luna mai se va casatori Aurica, alt manechin ar avea alta parere, daca ar putea vorbi. Aurica devine iar violenta si striga ca este mintita. Aurica Garlan da anunt la ziar ca ea cauta casatorie cu om serios si apoi incepe un zvon ca un functionar la banca a cerut-o in casatorie, in timp ce intra la teatru. Iesind de l teatru, Aurica vede la geam umbra unui cuplu, Carmen si domnul ce o invitase la ora 20 la Capsa, care se culca impreuna. Aurica viseaza ca intra peste un cuplu care se dezbraca sa faca dragoste. Gica este omorat in strada cu bastonul de catre un militian. In mijlocul agitatie in timp un grup de oameni striga 'jos fascismul' in strada, Aurica este condusa de doi barbati temandu-se ca ar putea fi violata sau omorata. Aceasta iese in strada zicandu-i-se ca e batrana si 'cimitirul e la dreapta'.  
Unul din acești bărbați împușcă bărbatul urcat pe o căruță pentru a împărți fluturași anti-comunism. La sfârșitul filmului milițienii reinstaurează ordinea în oraș și toate magazinele dau faliment.

## Distribuție
- Marga Barbu - domnișoara Aurica[2]
- Marcel Iureș - Domnul elegant
- Gheorghe Visu - Pisică
- Bianca Brad - mireasa
- Dan Condurache - Ionică Pară
- Dorel Vișan - Curcuman
- Olga Tudorache - Elena Domnișor
- Valentin Uritescu - Gică Hau-Hau
- Enikõ Szilágyi - Carmen Popescu, victima hoțului

## Primire
Filmul a fost vizionat de 1.596.762 de spectatori în cinematografele din România, după cum atestă o situație a numărului de spectatori înregistrat de filmele românești de la data premierei și până la data de 31 decembrie 2014 alcătuită de Centrul Național al Cinematografiei.
- 1986 - ACIN - Premiile pentru regie, scenariu, imagine, interpretare feminină (Marga Barbu), interpretare masculină (Valentin Uritescu), decoruri, costume